# باشگاه فوتبال آژاکس آمستردام
باشگاه فوتبال آژاکس آمستردام (به هلندی: Amsterdamsche Football Club Ajax) (تلفظ به هلندی: آیاکس)، که به نام‌هایی چون ای‌اف‌سی آژاکس و آژاکس نیز خوانده می‌شود، یک باشگاه حرفه‌ای فوتبال در لیگ برتر هلند است که در شهر آمستردام در کشور هلند قرار دارد. آژاکس که نام آن بر اساس نام آیاس، قهرمان افسانه‌ای یونان باستان انتخاب شده‌است، موفق‌ترین باشگاه فوتبال هلند است؛ این باشگاه موفق به کسب ۳۶ عنوان قهرمانی در اردیویسه و ۲۰ عنوان قهرمانی در جام حذفی فوتبال هلند شده‌است. این باشگاه از سال ۱۹۵۶ به‌طور پیوسته در لیگ برتر فوتبال هلند حاضر بوده‌است.
آژاکس به‌طور تاریخی، یکی از پر افتخارترین و موفق‌ترین باشگاه‌های فوتبال جهان به‌شمار می‌رود. فدراسیون بین‌المللی تاریخ و آمار فوتبال، آژاکس را هفتمین باشگاه اروپایی برتر قرن بیستم و بهترین باشگاه فوتبال جهان در سال ۱۹۹۲ اعلام کرده‌است. نشریه آلمانی کیکر، آژاکس را در رده دوم موفق‌ترین باشگاه‌های اروپایی قرن بیستم جای داده‌است. این باشگاه، یکی از پنج باشگاهی است که توانسته با سه قهرمانی پی در پی در سال‌های ۱۹۷۱ تا ۱۹۷۳، موفق به تصاحب و حفظ جام اروپایی شود. در سال ۱۹۷۲، آن‌ها با کسب قهرمانی در لیگ هلند، جام حذفی هلند و جام قهرمانی اروپا موفق به کسب سه‌گانه شدند. تا آن زمان، آژاکس تنها تیمی بود که موفق به دفاع از عنوان قهرمانی خود در اروپا و کسب سه‌گانهٔ اروپایی شده بود. آخرین جام بین‌المللی آژاکس به سال ۱۹۹۵ برمی‌گردد که آن‌ها موفق به کسب جام بین‌قاره‌ای و نیز قهرمانی در لیگ قهرمانان با پیروزی مقابل میلان در دیدار نهایی شدند. این تیم در فینال لیگ قهرمانان ۱۹۹۶ با شکست مقابل یوونتوس در ضربات پنالتی، نتوانست قهرمانی خود را تکرار کند.
آژاکس همچنین جزو باشگاه‌هایی است که موفق به کسب قهرمانی سه‌گانه در یک فصل شده‌اند، به همراه سلتیک در ۱۹۶۷، پی‌اس‌وی آیندهوون در ۱۹۸۸، منچستر یونایتد در ۱۹۹۹ و بارسلونا در ۲۰۰۹ و ۲۰۱۵، اینتر میلان در ۲۰۱۰، بایرن مونیخ در ۲۰۱۳ و ۲۰۲۰؛ موفقیتی که باشگاه در فصل ۷۲–۱۹۷۱ به آن دست یافت. این تیم در کنار یوونتوس، بایرن مونیخ، چلسی و منچستریونایتد تنها باشگاه‌هایی هستند که موفق به کسب هر سه جام معتبر اروپایی شده‌اند. آن‌ها همچنین موفق به کسب دو عنوان قهرمانی در جام بین‌قاره‌ای، یک قهرمانی در جام یوفا در فصل ۹۲–۱۹۹۱ و نیز یک قهرمانی در جام کارل راپان - جامی که بعدها تحت نام جام اینترتوتو ادامه یافت - شده‌اند. در حال حاضر شرکت بیمه ایگون، به‌عنوان اسپانسر اصلی این باشگاه فعالیت می‌کند.

## بازیکنان کنونی
تا تاریخ ۱ سپتامبر ۲۰۲۲
| شماره |          | پست       | بازیکن                        |
| ----- | -------- | --------- | ----------------------------- |
| ۱     | هلند     | دروازه‌بان | مارتن استکلنبرگ               |
| ۳     | نیجریه   | مدافع     | کالوین باسی                   |
| ۴     | مکزیک    | هافبک     | ادسون آلوارز                  |
| ۵     | هلند     | مدافع     | اوون ویندال                   |
| ۶     | هلند     | هافبک     | دیوی کلاسن (کاپیتان سوم)      |
| ۷     | هلند     | مهاجم     | استیون برخواین                |
| ۸     | هلند     | هافبک     | کنت تیلور                     |
| ۹     | هلند     | مهاجم     | برایان بروبی                  |
| ۱۰    | صربستان  | هافبک     | دوشان تادیچ (کاپیتان)         |
| ‍‍‍۱۱     | آرژانتین | مهاجم     | لوکاس اوکامپوس (قرضی از سویا) |
| ۱‍۳     | ترکیه    | مدافع     | احمدجان کاپلان                |

| شماره |          | پست       | بازیکن                     |
| ----- | -------- | --------- | -------------------------- |
| ۱۵    | هلند     | مدافع     | دوینی رنش                  |
| ۱۶    | هلند     | دروازه‌بان | جی خورتر                   |
| ۱۷    | هلند     | مدافع     | دیلی بلیند (کاپیتان دوم)   |
| ۱۸    | ایتالیا  | مهاجم     | لورنزو لوکا (قرضی از پیزا) |
| ۱۹    | مکزیک    | مدافع     | خورخه سانچس                |
| ۲۱    | اتریش    | هافبک     | فلوریان گریلیش             |
| ۲۲    | هلند     | دروازه‌بان | رمکو یاسور                 |
| ۲۳    | هلند     | مهاجم     | استیون برهایس              |
| ۲۹    | آرژانتین | مدافع     | لیساندرو ماگایان           |
| ۳۵    | پرتغال   | مهاجم     | فرانسیسکو کونسیسائو        |
| ۳۹    | هلند     | مدافع     | کیک پیری                   |

#### شماره‌های بایگانی‌شده
- ۱۴ –  یوهان کرایف (مهاجم (فوتبال)، ۱۹۶۴–۷۳، ۱۹۸۱–۸۳). شماره در ۲۵ آوریل ۲۰۰۷ در شصتمین زادروز یوهان کرایف بایگانی شد. match.[۷]34-   عبدالحق نوری

## افتخارات
- لیگ برتر فوتبال هلند
  - قهرمانی (۳۶): ۱۸–۱۹۱۷، ۱۹–۱۹۱۸، ۳۱–۱۹۳۰، ۳۲–۱۹۳۱، ۳۴–۱۹۳۳، ۳۷–۱۹۳۶، ۳۹–۱۹۳۸، ۴۷–۱۹۴۶، ۵۷–۱۹۵۶، ۶۰–۱۹۵۹، ۶۶–۱۹۶۵، ۶۷–۱۹۶۶، ۶۸–۱۹۶۷، ۷۰–۱۹۶۹، ۷۲–۱۹۷۱، ۷۳–۱۹۷۲، ۷۷–۱۹۷۶، ۷۹–۱۹۷۸، ۸۰–۱۹۷۹، ۸۲–۱۹۸۱، ۸۳–۱۹۸۲، ۸۵–۱۹۸۴، ۹۰–۱۹۸۹، ۹۴–۱۹۹۳، ۹۵–۱۹۹۴، ۹۶–۱۹۹۵، ۹۸–۱۹۹۷، ۰۲–۲۰۰۱، ۰۴–۲۰۰۳، ۱۱–۲۰۱۰، ۱۲–۲۰۱۱، ۱۳–۲۰۱۲، ۱۴–۲۰۱۳، ۱۹–۲۰۱۸، ۲۰۲۰–۲۰۲۱، ۲۰۲۱–۲۰۲۲
- جام حذفی فوتبال هلند
  - قهرمانی (۲۰): ۱۷–۱۹۱۶، ۴۳–۱۹۴۲، ۶۱–۱۹۶۰، ۶۷–۱۹۶۶، ۷۰–۱۹۶۹، ۷۱–۱۹۷۰، ۷۲–۱۹۷۱، ۷۹–۱۹۷۸، ۸۳–۱۹۸۲، ۸۶–۱۹۸۵، ۸۷–۱۹۸۶، ۹۳–۱۹۹۲، ۹۸–۱۹۹۷، ۹۹–۱۹۹۸، ۰۲–۲۰۰۱، ۰۶–۲۰۰۵، ۰۷–۲۰۰۶، ۱۰–۲۰۰۹، ۱۹–۲۰۱۸، ۲۱–۲۰۲۰
- سوپر جام فوتبال هلند
  - قهرمانی (۹): ۱۹۹۳، ۱۹۹۴، ۱۹۹۵، ۲۰۰۲، ۲۰۰۵، ۲۰۰۶، ۲۰۰۷، ۲۰۱۳، ۲۰۱۹

### بین‌المللی

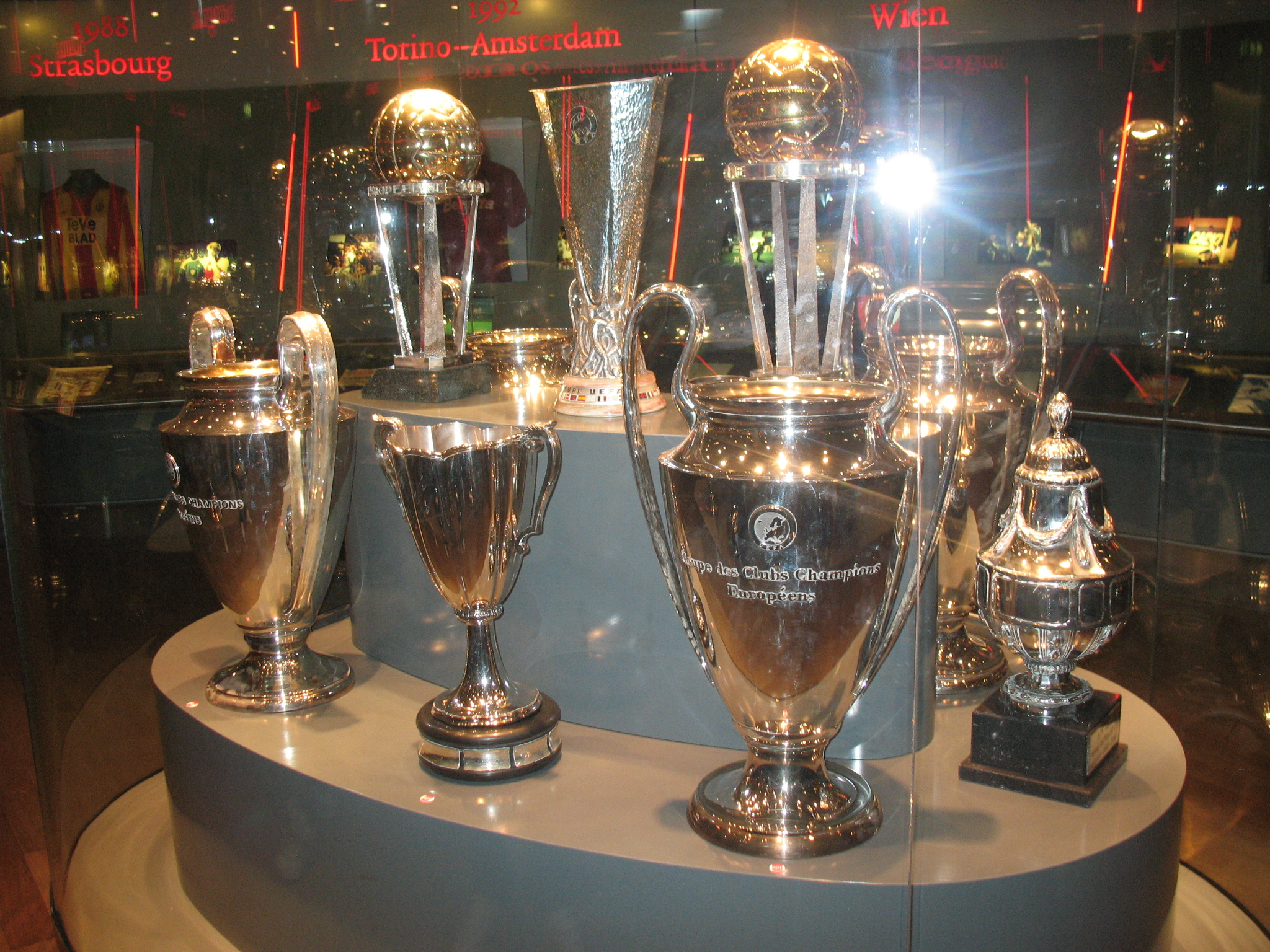
چندین جایزه بین‌المللی آژاکس

- جام بین‌قاره‌ای: ۲

۱۹۷۲، ۱۹۹۵
- لیگ قهرمانان اروپا: ۴

۱۹۷۱، ۱۹۷۲، ۱۹۷۳، ۱۹۹۵
- جام در جام اروپا: ۱

۱۹۸۷
- جام یوفا: ۱

۱۹۹۲
- سوپرجام اروپا: ۲

۱۹۷۳, ۱۹۹۵